# Le Voleur de Schtroumpfs
Le Voleur de Schtroumpfs est la deuxième histoire de la série Les Schtroumpfs de Peyo et Yvan Delporte. Elle est publiée pour la première fois sous forme de mini-récit dans le no 1130 du journal Spirou daté du 10 décembre 1959, puis dans l'album L'Œuf et les Schtroumpfs en 1963,.

## Résumé
Le sorcier Gargamel enlève un Schtroumpf et le retient prisonnier dans sa demeure.
Le Grand Schtroumpf et les autres Schtroumpfs tentent alors de le libérer.

## Personnages
Gargamel et son chat Azraël font leur première apparition dans la série.
On voit également pour la première fois leur demeure.